# Gröbzig

Gröbzig este un oraș din landul Saxonia-Anhalt, Germania.